# Élection présidentielle italienne de 2015
L'élection présidentielle italienne de 2015, quatorzième élection présidentielle de la République italienne, est un scrutin au suffrage indirect visant à élire le président de la République pour un mandat de sept ans. Elle se tient les 29, 30 et 31 janvier 2015. 
Ce scrutin présidentiel est anticipé ; il fait suite à la démission du chef de l'État sortant, Giorgio Napolitano, qui a mis un terme à ses fonctions le 31 janvier 2015, un peu moins de deux ans après avoir été réélu dans un contexte d'instabilité politique,. Convoqué au palais Montecitorio, à Rome, le plénum du collège électoral est dirigé par la présidente de la Chambre des députés, Laura Boldrini, tandis que le président du Sénat, Pietro Grasso, assume l'intérim de la présidence de la République.
Au quatrième tour de scrutin, alors que la majorité absolue des suffrages suffit pour l'élection, le juge constitutionnel Sergio Mattarella obtient 665 suffrages, tandis que son principal concurrent, l'ex-juge Ferdinando Imposimato, soutenu par le Mouvement 5 étoiles, recueille 127 voix. La victoire de Mattarella, soutenu par une ample majorité de grands électeurs, est considérée comme un important succès pour le président du Conseil, Matteo Renzi, à l'origine de cette candidature.
Le 3 février 2015, trois jours après son élection, Sergio Mattarella est investi dans ses fonctions présidentielles et prête serment devant les parlementaires réunis en session commune. Il devient le douzième président de la République italienne et le premier chef de l'État républicain né en Sicile.
Le président de la République italienne, chef d'État d'un régime parlementaire, assume un rôle essentiellement honorifique, bien qu'il soit considéré comme le garant de l'unité nationale par la Constitution italienne.

## Élection

### Procédure électorale

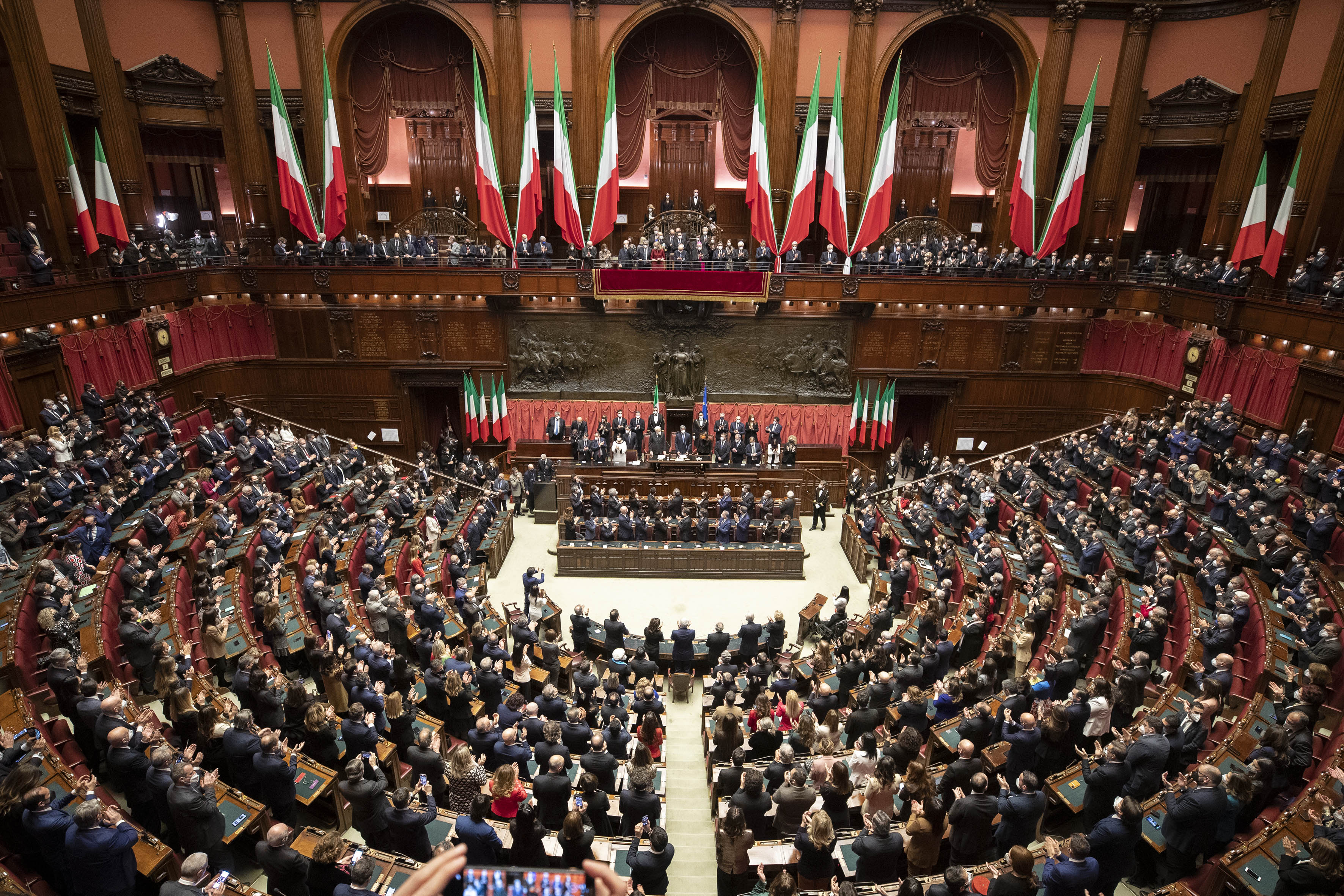
L'hémicycle du palais Montecitorio, où se réunissent les grands électeurs.

D'après la Constitution, le président de la République (Presidente della Repubblica) est élu au suffrage universel indirect par la séance commune du Parlement, à laquelle participent également cinquante-huit délégués régionaux, trois par régions, sauf pour la Vallée d'Aoste qui n'en a qu'un. Du fait de la présence de six sénateurs à vie, le collège comprend à cette occasion 1 009 membres.
Le plénum est présidé par le président de la Chambre des députés et se tient au siège de la chambre basse, le palais Montecitorio à Rome. Pour ce scrutin, la présidence sera, par conséquent, assumée par Laura Boldrini, qui était déjà chargée de présider le précédent scrutin présidentiel, en 2013. C'est la première fois, dans l'histoire de la République italienne, qu'un président de la Chambre des députés se retrouve, deux fois de suite, chargé de présider un tel scrutin.
L'élection est acquise à la majorité des deux tiers de l'assemblée aux trois premiers tours, à la majorité absolue par la suite. Il faudra donc réunir 673 voix, ou 505 suffrages au-delà de trois tours.

### Enjeux du scrutin
Le 20 avril 2013, le président de la République sortant, Giorgio Napolitano, avait accepté d'être réélu pour un second mandat ; les grands électeurs que sont les députés, les sénateurs et les représentants de région n'étaient pas parvenus à lui trouver un successeur, dans un contexte politique très compliqué, puisque aucune coalition ne disposait de la majorité dans les deux Chambres du Parlement issue des élections générales des 24 et 25 février. Dans son discours d'investiture, qu'il a prononcé juste après avoir prêté serment deux jours après ce scrutin, le chef de l'État a indiqué que ce mandat ne serait que provisoire et qu'il attendait que le gouvernement bientôt désigné puisse mettre en œuvre de véritables réformes institutionnelles, économiques et sociales, sans quoi sa démission serait immédiate.
Le 24 avril suivant, le vice-secrétaire du Parti démocrate (PD), Enrico Letta, était chargé de former un gouvernement, finalement constitué trois jours plus tard ; outre le PD, ce cabinet d'union nationale était composé du Peuple de la Liberté (PdL), de Silvio Berlusconi, et du Choix civique pour l'Italie (SC), de Mario Monti. Le mandat de ce gouvernement est cependant abrégé le 13 février 2014, lorsque le nouveau secrétaire du PD, Matteo Renzi, parvient à renverser, au sein du parti, le président du Conseil, auquel il succède le 22 février suivant. Le nouveau chef du gouvernement, décide d'accélérer les réformes, avec le soutien d'Angelino Alfano, ministre de l'Intérieur et chef du Nouveau Centre droit (NCD), une formation politique constituée de cadres transfuges du PdL refusant que les ennuis judiciaires de Berlusconi puissent peser davantage sur la politique nationale.
Le 31 décembre 2014, le président Napolitano, dans son traditionnel discours télévisé de fin d'année, confirme ouvertement sa démission imminente, qui est officielle le 14 janvier 2015.

### Choix des candidats

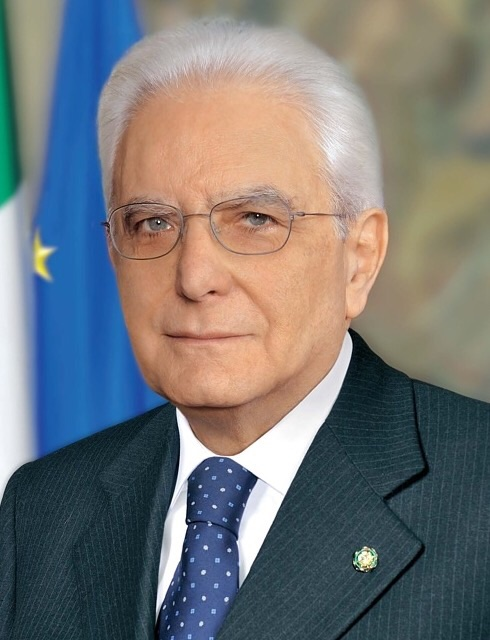
Sergio Mattarella, candidat soutenu par la majorité parlementaire.

Lors du précédent scrutin présidentiel, de nombreuses personnalités avaient été pressenties pour succéder à Giorgio Napolitano, bien que ce dernier ait été finalement reconduit dans ses fonctions au terme d'une élection laborieuse. Cette fois, Giorgio Napolitano ayant démissionné, plusieurs noms sont de nouveau avancés soit par des personnalités politiques, soit par la presse italienne. 
Parmi ces candidats pressentis, le président de la Banque centrale européenne, Mario Draghi, était régulièrement présenté comme l'un des favoris, bien que celui-ci ait nié tout intérêt pour la fonction présidentielle italienne. Dans une moindre mesure, trois ex-présidents du Conseil ont été perçus comme de sérieux candidats pour la magistrature suprême, tous trois étant néanmoins des personnalités issues du centre-gauche : Massimo D'Alema, Giuliano Amato et Romano Prodi. Celui-ci, déjà désigné candidat deux ans plus tôt à la présidence de la République, avait néanmoins subi une humiliante défaite.  
Pour la première fois en Italie depuis 1992 et la candidature avortée de Nilde Iotti, l'hypothèse de la désignation d'une femme comme candidate à la présidence de la République est souvent mise en exergue, notamment par la presse. Parmi elles, la ministre de la Défense, Roberta Pinotti, et l'ancienne ministre des Affaires étrangères, Emma Bonino, sont les plus citées ; cette dernière, plusieurs fois candidate à la fonction suprême, n'a toutefois jamais été élue malgré une forte popularité et le souhait émis par une majorité de ses concitoyens de la voir élue présidente de la République, selon plusieurs enquêtes d'opinion. 
Quatre autres femmes font figure de candidates jugées présidentiables : la présidente de la Chambre des députés, Laura Boldrini, chargée de diriger le collège électoral ; la vice-présidente de la Cour constitutionnelle, Marta Cartabia ; l'ex-ministre de l'Intérieur Annamaria Cancellieri ; et la présidente de la commission des affaires constitutionnelles du Sénat, Anna Finocchiaro. 
D'autres candidats, de moindre envergure, pourraient être choisis, malgré les désaccords politiques qui les opposent alors au chef du gouvernement Matteo Renzi : le maire de Turin, Piero Fassino, l'ancien maire de Rome, Walter Veltroni, l'ex-secrétaire du Parti démocrate Pier Luigi Bersani et le ministre des Biens et des Activités culturels et du Tourisme, Dario Franceschini sont, dans ce cas, les plus cités.
Parmi les candidats pressentis, deux juristes juges de la Cour constitutionnelle ont les faveurs de la presse italienne : Sergio Mattarella et Sabino Cassese, qui a toutefois quitté la haute juridiction quelques mois plus tôt. Parmi la société civile, les noms de Riccardo Muti et de Renzo Piano sont également avancés.
Si aucun des candidats précédemment cités ne devait s'imposer, le président du Sénat, Pietro Grasso, pourrait être l'homme d'un compromis, tout comme le magistrat Raffaele Cantone.
Le 21 janvier 2015, Antonio Martino est désigné candidat par le parti Forza Italia, auquel il appartient. Sa candidature est soutenue par le Nouveau Centre droit, dirigé par Angelino Alfano. Une semaine après, le 28 janvier, c'est le journaliste conservateur Vittorio Feltri qui est proposé par la Ligue du Nord et les Frères d'Italie, quand, le même jour, le président du Conseil, Matteo Renzi, indique sa préférence pour la candidature de l'ancien ministre démocrate-chrétien Sergio Mattarella.

### Composition du collège électoral
|       |                                   |                  |                    |                  |                  |  |  |  |  |
| Parti | Parti                             | Grands électeurs | Grands électeurs   | Grands électeurs | Grands électeurs |  |  |  |  |
| Parti | Parti                             | Parlementaires   | Délégués régionaux | Total            | %                |  |  |  |  |
|       | Parti démocrate (PD)              | 415              | 30                 | 445              | 44,10            |  |  |  |  |
|       | Forza Italia (FI)                 | 130              | 13                 | 143              | 14,17            |  |  |  |  |
|       | Mouvement 5 étoiles (M5S)         | 128              | 1                  | 129              | 12,78            |  |  |  |  |
|       | Area Popolare (NCD/UdC)           | 70               | 4                  | 74               | 7,33             |  |  |  |  |
|       | Ligue du Nord (LN)                | 35               | 3                  | 38               | 3,77             |  |  |  |  |
|       | Gauche, écologie et liberté (SEL) | 33               | 1                  | 34               | 3,37             |  |  |  |  |
|       | Choix civique pour l'Italie (SC)  | 32               | 0                  | 32               | 3,17             |  |  |  |  |
|       | Autres                            | 108              | 6                  | 114              | 11,30            |  |  |  |  |
|       |                                   |                  |                    |                  |                  |  |  |  |  |
| Total | Total                             | 951              | 58                 | 1 009            | 100              |  |  |  |  |

De tous les partis représentés au Parlement, le Parti démocrate (PD) est, de loin, le plus important : avec un total de 445 grands électeurs, il n'est toutefois pas en mesure de faire élire, seul, le candidat qu'il proposerait. Une alliance s'avère donc nécessaire dans ce cas de figure. Loin derrière se trouvent Forza Italia (FI), le parti de droite dirigé par l'ex-président du Conseil Silvio Berlusconi, lequel espère jouer un rôle important dans le processus électoral, et le Mouvement 5 étoiles (M5S), lui-même situé dans l'opposition. 
Ces deux partis refusant de se ranger derrière le PD, les autres forces en présence, de l'Area Popolare (AP) au Choix civique pour l'Italie (SC) en passant par la Ligue du Nord (LN) et Gauche, écologie et liberté (SEL) sont appelées à jouer un rôle crucial tout au long du scrutin, dans l'hypothèse d'un soutien offert au candidat présenté par le PD ou, au contraire, par la présentation d'un candidat propre dont l'élection serait toutefois peu probable compte-tenu des antagonismes opposant les partis membres du collège électoral.

## Résultats

### 29 janvier 2015

#### 1ertourde scrutin
| Nom              | Nom                      | Voix  |
| ---------------- | ------------------------ | ----- |
|                  | Ferdinando Imposimato    | 120   |
|                  | Vittorio Feltri          | 49    |
|                  | Luciana Castellina       | 37    |
|                  | Emma Bonino              | 25    |
|                  | Stefano Rodotà           | 23    |
|                  | Gabriele Albertini       | 14    |
|                  | Claudio Sabelli Fioretti | 11    |
|                  | Romano Prodi             | 9     |
|                  | Mauro Morelli            | 9     |
|                  | Massimo Caleo            | 8     |
|                  | Marcello Gualdani        | 6     |
|                  | Pier Luigi Bersani       | 5     |
|                  | Sergio Mattarella        | 5     |
|                  | Lucio Barani             | 4     |
|                  | Giuseppe Scognamiglio    | 4     |
|                  | Agostino Marianetti      | 3     |
|                  | Antonio Martino          | 3     |
|                  | Ricardo Antonio Merlo    | 3     |
|                  | Ignazio Messina          | 3     |
|                  | Paolo Mieli              | 3     |
|                  | Giuseppe Pagano          | 3     |
|                  | Antonello Zitelli        | 3     |
|                  | Dario Ballini D'Amato    | 2     |
|                  | Anna Finocchiaro         | 2     |
|                  | Ezio Greggio             | 2     |
|                  | Autres candidats         | 48    |
|                  |                          |       |
| Bulletins blancs | Bulletins blancs         | 538   |
| Bulletins nuls   | Bulletins nuls           | 33    |
| Total            | Total                    | 975   |
| Abstentions      | Abstentions              | 34    |
| Inscrits         | Inscrits                 | 1 009 |

Comme prévu, aucun candidat n'ayant obtenu la majorité des deux-tiers, un deuxième tour de scrutin est convoqué pour le lendemain, 30 janvier 2015, par Laura Boldrini. Le candidat soutenu par le Mouvement 5 étoiles termine premier, n'obtenant néanmoins que les suffrages du parti à l'initiative de sa candidature. Loin derrière, Vittorio Feltri et Luciana Castellina, tous deux journalistes de formation, complètent le trio des candidats arrivés en tête du premier tour.

### 30 janvier 2015

#### 2etour de scrutin
| Nom              | Nom                      | Voix  |
| ---------------- | ------------------------ | ----- |
|                  | Ferdinando Imposimato    | 123   |
|                  | Vittorio Feltri          | 51    |
|                  | Luciana Castellina       | 34    |
|                  | Emma Bonino              | 23    |
|                  | Stefano Rodotà           | 22    |
|                  | Claudio Sabelli Fioretti | 14    |
|                  | Marcello Gualdani        | 10    |
|                  | Giuseppe Pagano          | 7     |
|                  | Santo Versace            | 6     |
|                  | Romano Prodi             | 6     |
|                  | Paola Severino           | 6     |
|                  | Sergio Mattarella        | 4     |
|                  | Antonio Razzi            | 4     |
|                  | Gian Carlo Sangalli      | 4     |
|                  | Ezio Greggio             | 3     |
|                  | Mauro Guerra             | 3     |
|                  | Ignazio Messina          | 3     |
|                  | Lucio Barani             | 2     |
|                  | Pier Luigi Bersani       | 2     |
|                  | Luciano Cimmino          | 2     |
|                  | Anna Finocchiaro         | 2     |
|                  | Franco Frattini          | 3     |
|                  | Agostino Marianetti      | 2     |
|                  | Giuseppe Scognamiglio    | 2     |
|                  | Autres candidats         | 61    |
|                  |                          |       |
| Bulletins blancs | Bulletins blancs         | 531   |
| Bulletins nuls   | Bulletins nuls           | 26    |
| Total            | Total                    | 953   |
| Abstentions      | Abstentions              | 56    |
| Inscrits         | Inscrits                 | 1 009 |

Aucun candidat n'a rassemblé sur son nom la majorité des deux-tiers ; un troisième tour est alors convoqué, le même jour, par Laura Boldrini.

#### 3etourde scrutin
| Nom              | Nom                      | Voix  |
| ---------------- | ------------------------ | ----- |
|                  | Ferdinando Imposimato    | 126   |
|                  | Vittorio Feltri          | 56    |
|                  | Luciana Castellina       | 33    |
|                  | Emma Bonino              | 23    |
|                  | Stefano Rodotà           | 22    |
|                  | Lucio Barani             | 21    |
|                  | Giuseppe Pagano          | 11    |
|                  | Claudio Sabelli Fioretti | 8     |
|                  | Marcello Gualdani        | 7     |
|                  | Mauro Guerra             | 5     |
|                  | Francesco Guccini        | 4     |
|                  | Luigi Manconi            | 4     |
|                  | Sergio Mattarella        | 4     |
|                  | Giovanni Malagò          | 3     |
|                  | Ignazio Messina          | 3     |
|                  | Antonio Palmieri         | 3     |
|                  | Romano Prodi             | 3     |
|                  | Ernesto Abaterusso       | 2     |
|                  | Pier Ferdinando Casini   | 2     |
|                  | Ernesto Abaterusso       | 2     |
|                  | Franco Frattini          | 2     |
|                  | Ezio Greggio             | 2     |
|                  | Luigi Marino             | 2     |
|                  | Vincenza Olita           | 2     |
|                  | Antonio Razzi            | 2     |
|                  | Pasquale Sollo           | 2     |
|                  | Andrea Vecchio           | 2     |
|                  | Autres candidats         | 70    |
|                  |                          |       |
| Bulletins blancs | Bulletins blancs         | 513   |
| Bulletins nuls   | Bulletins nuls           | 27    |
| Total            | Total                    | 969   |
| Abstentions      | Abstentions              | 40    |
| Inscrits         | Inscrits                 | 1 009 |

Lors de ce troisième tour de scrutin, au vote secret, aucun candidat n'a rassemblé sur son nom la majorité des deux-tiers. Un quatrième tour, à l'issue duquel suffira la majorité absolue des inscrits pour être élu, est convoqué pour le lendemain, samedi 31 janvier 2015.

### 31 janvier 2015

#### 4etourde scrutin
| Nom              | Nom                   | Voix  |
| ---------------- | --------------------- | ----- |
|                  | Sergio Mattarella     | 665   |
|                  | Ferdinando Imposimato | 127   |
|                  | Vittorio Feltri       | 46    |
|                  | Stefano Rodotà        | 17    |
|                  | Emma Bonino           | 2     |
|                  | Antonio Martino       | 2     |
|                  | Giorgio Napolitano    | 2     |
|                  | Romano Prodi          | 2     |
|                  | Autres candidats      | 14    |
|                  |                       |       |
| Bulletins blancs | Bulletins blancs      | 105   |
| Bulletins nuls   | Bulletins nuls        | 13    |
| Total            | Total                 | 995   |
| Abstentions      | Abstentions           | 14    |
| Inscrits         | Inscrits              | 1 009 |

À l'issue du quatrième tour, Sergio Mattarella ayant obtenu la majorité absolue des suffrages exprimés, soit plus de 505 voix, il est proclamé élu président de la République par Laura Boldrini.